# Сомик коричневий
Сомик коричневий (Ameiurus nebulosus) — вид з родини ікталурових (Ictaluridae). Природний ареал виду охоплює Північну Америку: басейн Атлантики від Нью-Брансвіка (Канада) до Алабами (США), також басейн Великих озер. Був вселений до багатьох країн, зокрема до України. Прісноводна промислова демерсальна риба, до 55 см довжиною та до 2 кг маси. Живиться виключно донними мешканцями. Здатен існувати у досить поганій воді, хоча й не має допоміжного дихання, на відміну від деяких інших сомоподібних. Має чотири пари "вусів", що слугують органами дотику.